# 2003 ve sportu
Toto je přehled sportovních událostí konaných v roce 2003.

## Florbal
- Mistrovství světa ve florbale žen 2003 –  Švédsko
- Mistrovství světa ve florbale mužů do 19 let 2003 –  Finsko
- European Cup 02/03 – Muži:  Haninge IBK, Ženy:  Balrog IK
- 1. florbalová liga mužů 2002/2003 – Tatran Střešovice
- 1. florbalová liga žen 2002/2003 – FBC Liberec Crazy Girls

## Házená
- Mistrovství světa v házené mužů 2003

## Rugby
MS 2003 finále Anglie - Austrálie 20:17  3.místo Nový Zéland - Francie 40:13 

## Sportovní lezení

### Svět
- Mistrovství světa ve sportovním lezení 2003
- Arco Rock Master 2003
- Světový pohár ve sportovním lezení 2003
- Mistrovství světa juniorů ve sportovním lezení 2003

### Evropa
- Evropský pohár juniorů ve sportovním lezení 2003

### Česko
- Mistrovství ČR v soutěžním lezení 2003

## Tenis

### Grand Slam
- Australian Open 2003
- Wimbledon 2003

## Čeští mistři světa pro rok 2003
- Tomáš Mrázek (sportovní lezení: obtížnost)